# ADAMS
ADAMS（アダムス、TV-Asahi Data And Multimedia Service：テレビ朝日データ&マルチメディアサービス）は、ANN系列フルネット局におけるアナログテレビ上でのデータ放送の総称である。
テレビ朝日がNTTなどと共同で開発したDataWaveは、垂直帰線区間の10番目から13番目（10H - 13H）を用いて、デジタルデータを搬送する。1本あたり22Byteのデータ送信が可能で、1フレームあたり4本、NTSCで1秒あたり60フレームが送信され、最大伝送レートは5280Byte/秒（42240bps）である。
搬送するデータの用途に関し、ADAMS-P、ADAMS-T、ADAMS-EPG等に細分される。
東日本大震災に伴う地上デジタル放送に係る電波法の特例に関する法律による特例で、2011年7月25日以降も継続されていた岩手県、宮城県、福島県（順に岩手朝日テレビ・東日本放送・福島放送）のアナログ放送が2012年3月31日に終了し、ADAMSのすべてのサービスも同日に終了した。

## 種類

### ADAMS-P
パソコン向けのデータ放送。データ内容はHTMLを中心に、画像データ、FLASH動画データなどが含まれ、受信できれば汎用のブラウザで内容を閲覧できる。
1997年6月からテレビ朝日で、1998年3月ごろまでにほぼ全てのANNフルネット局で、1998年4月に琉球朝日放送で開始して全フルネット局でADAMS-Pの配信が始まった。データ受信完了までに時間がかかるADAMS-Pに対し、容易にデータ受信が可能なブロードバンド網が急激に普及して存在価値を失った。
2007年4月7日をもって、関連する放送を全て休止した。

### ADAMS-EPG
地上波およびアナログ衛星放送に関するEPGを最大8日分送信し、配信間隔は約2時間。番組表データは日刊編集センターが提供する。データは暗号化されたテキスト形式で、読み取りや整形はADAMS-Pと別の専用ソフトが必要である。1998年8月から配信が始まった。当初は大都市圏は8日分でその他の地域は2日分であったが、2005年7月からはほぼ全国で8日分配信された。
当初は松下のテレビ、NECなどのテレビパソコンやテレビチューナーカードに搭載され、東芝と日立のHDD内蔵DVDレコーダーのEPGなどに採用されていた。
「（2005年6月末頃までは）大都市圏以外では2日分しか配信されない」、「ANNフルネット局がない地域では使えない」と弱点があり、競合するGガイドに利用者数で大きく離され、次第にGガイドを採用する受信機メーカーが増え、日立も2006年モデルからGガイドを採用し、最後のADAMS-EPG採用メーカーは東芝だけであった。
地上波デジタル放送へ移行して地上波アナログ放送が終了し、岩手県、宮城県、福島県以外の大半の地域は2011年7月24日に、残りの3県も2012年3月31日にサービスを終了した。

### ADAMS-EPGPlus
ADAMS-EPGの番組表データをインターネットで配信するサービス。特にケーブルテレビなどで他地域のテレビ局を受信している場合や、番組表をいち早く受信したい時に重宝する。対応するパソコン用テレビ録画ソフトが必要。ADAMS-EPGと異なり、ANNフルネット局のない地域の放送局の番組表データも取得可能。
地上アナログ放送の終了に伴い東北3県を除き2011年7月24日に、東北3県は2012年3月31日をもってサービスは終了した。

### ADAMS-T, ADAMS-M, ADAMS-N
ADAMS-Tはテレビ受像器向け、ADAMS-Mはモバイル端末向け、ADAMS-Nはカーナビゲーション向けのデータ放送で、これらのためにVBIのみならず、音声部分にもデータを重畳することも検討されたが、結果として放送が実施されることはなかった。

### CLARK
Communication Leaders' Ambitious and Radical Kaleidoscope。
北海道テレビ放送が行っていたDataWave方式のデータ放送。内容はADAMS-Pのデータの他に、北海道の地域情報などが含まれる。1998年1月16日開始。地上デジタル放送によるデータ放送へ移行するため、2006年2月28日にサービス終了。

### データイレブン
メ〜テレが行っていたDataWave方式のデータ放送。「イレブン」はメ〜テレの親局11chに由来。